# Nuestra Señora de la Altagracia
Nuestra Señora de la Altagracia o Virgen de la Altagracia es una advocación mariana conocida por ser la protectora del pueblo dominicano. Su festividad es el 21 de enero, día no laborable en la República Dominicana en el que muchos fieles devotos de la Virgen concurren desde toda la región de Latinoamérica a su santuario en la Basílica Catedral de Nuestra Señora de la Altagracia, en Higüey, provincia La Altagracia. También se destaca su devoción en la diáspora dominicana, como en la ciudad de Nueva York, donde su fiesta patronal es también el inicio del Mes de la Herencia Dominicana.

## Historia

### Origen de la advocación
Esta advocación tiene su origen en Extremadura, España. En dos poblados extremeños se venera la Virgen de la Altagracia, cada uno con su propia tradición y ermita: Garrovillas de Alconétar, provincia de Cáceres, y Siruela, provincia Badajoz.
Narra la tradición medieval de Garrovillas, que una humilde pastorcilla apacentaba sus ganados en la dehesa de Villoluengo, cuando vio sobre una peña una esbelta figura de mujer, cubierta de negro manto y aureola brillante en su hermosa testa coronada, deslizando entre sus divinos dedos las cuentas de un magnífico rosario.
La imagen, sólo visible para la niña, jamás pudo ser observada por sus padres; pero ante las reiteradas manifestaciones de aquella, excavaron bajo la peña, encontrando la imagen que hoy se venera con el título de Nuestra Señora de la Alta Gracia.

### Llegada a La Española
A principios del siglo XVI, la imagen fue introducida en La Española por los hermanos Alonso y Antonio de Trejo, quienes provenían de Plasencia, localidad de la Comunidad Autónoma Extremadura, España, con familia en Garrovillas de Alconétar, y que, notando ciertos milagros que dicha imagen había realizado con ellos, la colocaron para su más amplia veneración en la iglesia parroquial de Higüey, donde ellos residían.
El canónigo Luis Gerónimo de Alcocer de Ocampo escribió acerca de la llegada de la Virgen a la colonia. En su Relación Sumaria de la Isla Española de 1650, de Alcocer dice lo siguiente:

La imagen milagrosa de nuestra Señora de Altagracia está en la villa de Higüey, como treinta leguas de la Ciudad de Santo Domingo; son innumerables las misericordias que Dios Nuestro Señor ha obrado y cada día obra con los que se encomiendan a su Santa imagen: consta que la trajeron a esta isla dos hidalgos naturales de Plasencia en Extremadura, nombrados Alonso y Antonio de Trejo que fueron de los primeros pobladores cristianos de esta isla, personas nobles como consta de una cédula del Rey Don Felipe Primero, año de 1506, en que encomienda al Gobernador de esta isla que los acomode.
Luis Gerónimo de Alcocer de Ocampo

### Coronación canónica
En el siglo XX la imagen de Nuestra Señora de la Altagracia fue coronada dos veces: durante el pontificado del papa Pío XI y personalmente por el papa Juan Pablo II.

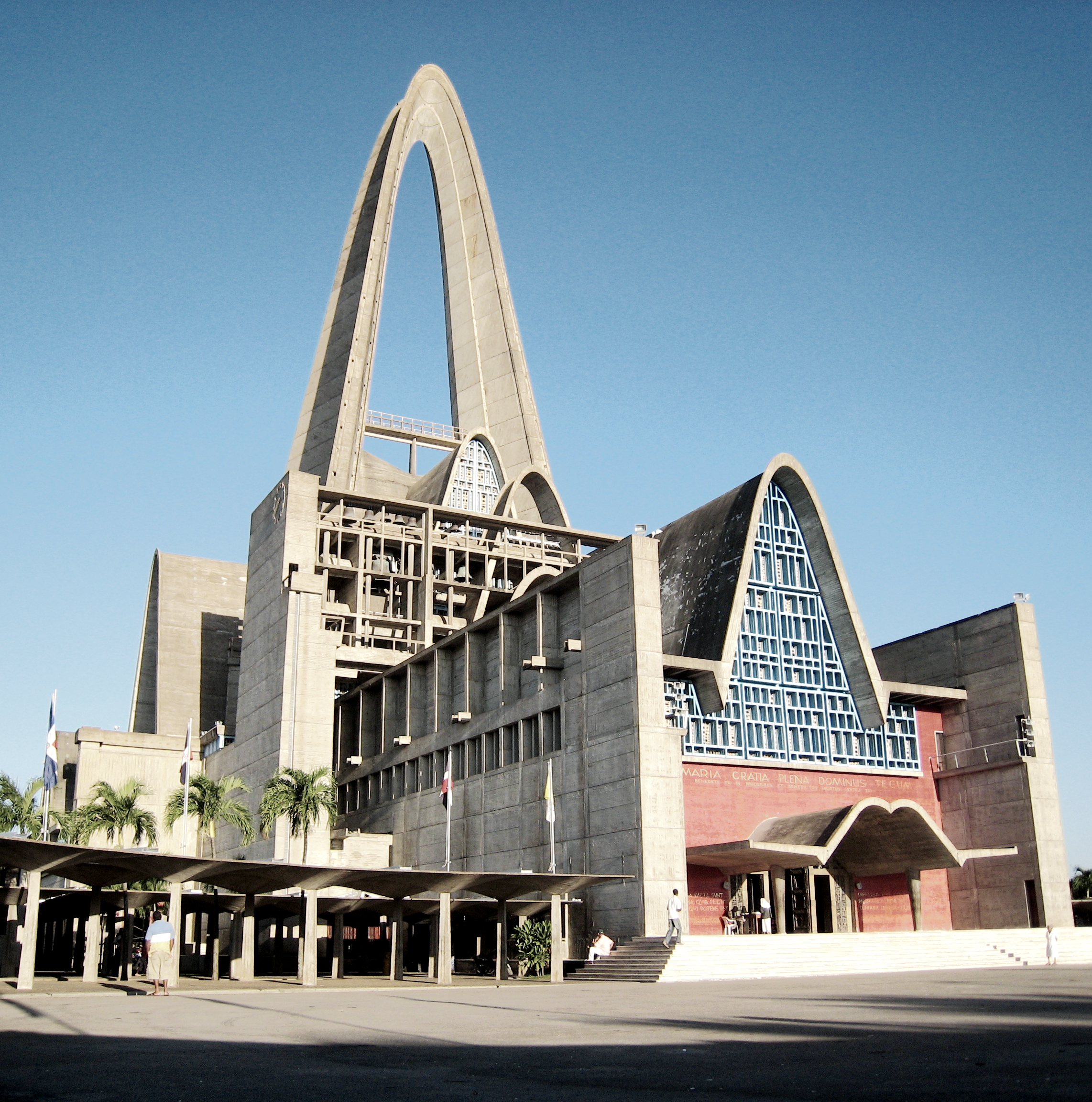
Basílica de Higüey.

Su primera coronación fue el 15 de agosto de 1922, en la Puerta del Conde. Habiendo obtenido el permiso previamente del papa Benedicto XV de parte de Mons. Adolfo Alejandro Nouel, fue el recién elegido papa Pío XI quien envió como su representante a Mons. Sebastián Leite de Vasconcellos, arzobispo titular de Damietta, conde romano y figura eminente del episcopado portugués. Para la ocasión, la imagen fue trasladada desde su santuario original en la parroquia San Dionisio y fue enmarcada en oro y adornada con piedras preciosas y coronada con una corona elaborada en el taller de orfebrería de José Oliva, modelada por el gran artista dominicano Abelardo Rodríguez Urdaneta.
Durante su primera visita al país el 25 de enero de 1979, el papa Juan Pablo II bendijo la Basílica Catedral de Nuestra Señora de la Altagracia, y en su segunda visita el 12 de octubre de 1992, coronó personalmente a la imagen con una diadema de plata sobredorada.
El 15 de agosto de 2022, le fue entregada una Rosa de Oro enviada por el papa Francisco en las celebraciones de clausura del centenario de su coronación canónica.

## Festividad
El peregrinaje y celebración de la festividad de Nuestra Señora de la Altagracia data del período colonial. Algunos historiadores afirman que la fiesta oficial es el 21 de enero porque en ese día de 1691 se llevó a cabo la Batalla de Sabana Real en la parte este de la isla de Santo Domingo, donde el ejército español derrotó al ejército francés. La victoria sobre los franceses fue atribuida a su intercesión, como lo indica un documento firmado por el arzobispo fray Isidoro Rodríguez Lorenzo (1767-1788), en el que aprueba la celebración del 21 de enero cada año:

Ese día en 1691, las tropas criollas obtuvieron una victoria frente a las tropas francesas, que venían por el noroeste, desde el territorio que hoy corresponde a Haití. El triunfo se le atribuye a la intercesión de la Altagracia, a quien se le hizo el voto de celebrarle una gran fiesta si los criollos regresaban sanos y salvos. El voto se cumplió en 1692 y la fiesta permaneció y creció hasta nuestros días. Por tanto [...] mandamos al Cura de la referida villa de Higüey, que en lo sucesivo no permita, por ningún caso ni pretexto, el que las fiestas de Nuestra Señora de Altagracia se comiencen antes o después del expresado día 21 de enero, por ser nuestra voluntad que sea precisamente en éste, señalándola desde ahora para siempre. Y usando de las facultades que para ello tenemos, le hacemos día de fiesta de tres cruces en aquella villa y su jurisdicción.
Fray Isidoro Rodríguez Lorenzo

Durante su gestión como arzobispo de Santo Domingo, Mons. Fernando Arturo de Meriño (1885-1906) solicitó a la Santa Sede la concesión de un Oficio Divino y Misa Propia para el día de la Virgen de la Altagracia suplicando, además, que fuese fiesta de precepto el 21 de enero.
En 1924 el Congreso de la República Dominicana decretó la celebración de Nuestra Señora de la Altagracia como fiesta nacional el día 21 de enero. El 31 de octubre de 1927, el papa Pío XI la declaró festividad de la Iglesia a través de un breve apostólico.

## La imagen

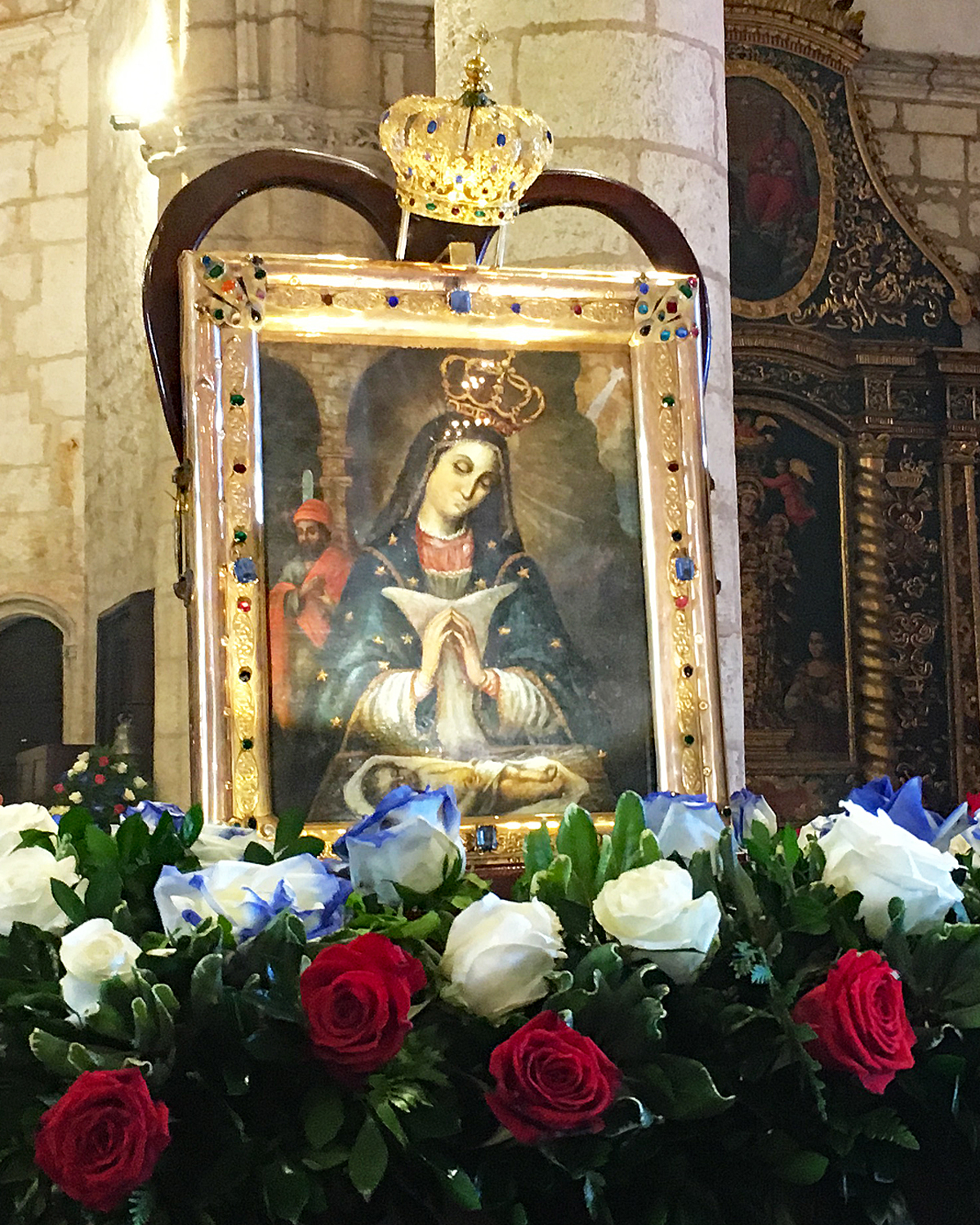
Imagen original de la Virgen de la Altagracia en la Catedral Primada de América, Santo Domingo, durante una Misa en su honor.

### Descripción
La imagen es una pintura sobre tela y mide aproximadamente 33,5 x 45 cm. Parece haber sido pintada por un artista español desconocido a principios del siglo Xvi. Está engastada en un marco ornamentado hecho de oro, esmalte y piedras preciosas. El marco fue realizado por un artesano desconocido del siglo XVIII y está considerado uno de los mejores ejemplos de orfebrería dominicana. Los trabajos de restauración se realizaron en España en 1978 después de siglos de exposición al humo y la manipulación de las velas.

### Iconografía
La imagen de Nuestra Señora de la Altagracia representa la escena del Nacimiento de Jesús en el Pesebre de Belén, donde se destaca la maternidad de la Virgen. En el cuadro se encuentra la Estrella de Belén, la cual tiene ocho puntas y simboliza el cielo y tiene dos rayos extendiéndose hacia el pesebre, en el cual Dios está bendiciendo a su hijo Jesús. Por encima de la Virgen hay doce estrellas, las cuales representan las tribus de Israel y, a la vez, los 12 Apóstoles de Jesús. Alrededor de María hay un resplandor, el cual puede ser encontrado con más detalle en Apocalipsis 12:1. 
La Altagracia lleva una corona en su cabeza por ser la Reina del Cielo, y un velo sobre la cabeza porque está casada con José. Está vestida de rojo, blanco y azul, el rojo, según los expertos, lo lleva porque es un ser humano pulcro, el blanco por ser una mujer sin pecado concebido y el manto azul porque "el poder del Altísimo vendrá sobre ti" y porque ella es la reina de los cielos. Delante de la Madre se encuentra el Niño Jesús, desnudo, dormido sobre pajas y bien detrás está San José, vestido con una capa roja y una vela en su mano izquierda.
Llama la atención la figura de María en actitud de adoración, con sus manos unidas en forma de arco. Sobre su pecho se distingue una especie de rayo blanco en forma de triángulo —expresión del nacimiento virginal de Jesús— que sube desde el pesebre donde duerme el niño hasta casi los hombros de la Madre.
El rostro de María se muestra sereno, con los ojos bajos, sin indicar ni seriedad ni tristeza, sino más bien alegría y paz, en una actitud de meditación. Su cabeza está cubierta con un velo azul oscuro que le llega hasta los hombros y con una corona de perlas, símbolo de su condición de reina, por ser la Madre del Rey y alrededor doce estrellas, que representan a la Iglesia católica, fundada sobre los Doce Apóstoles. Detrás se destaca una gran estrella, la misma que acompañó a los Magos, para darles a conocer al Salvador. Su manto está salpicado de dieciséis pequeñas estrellas. Detrás hay una columna, que significa que la cueva o pesebre del nacimiento es un templo porque allí habita Dios mismo, el niño Jesús.

## Tradición popular dominicana

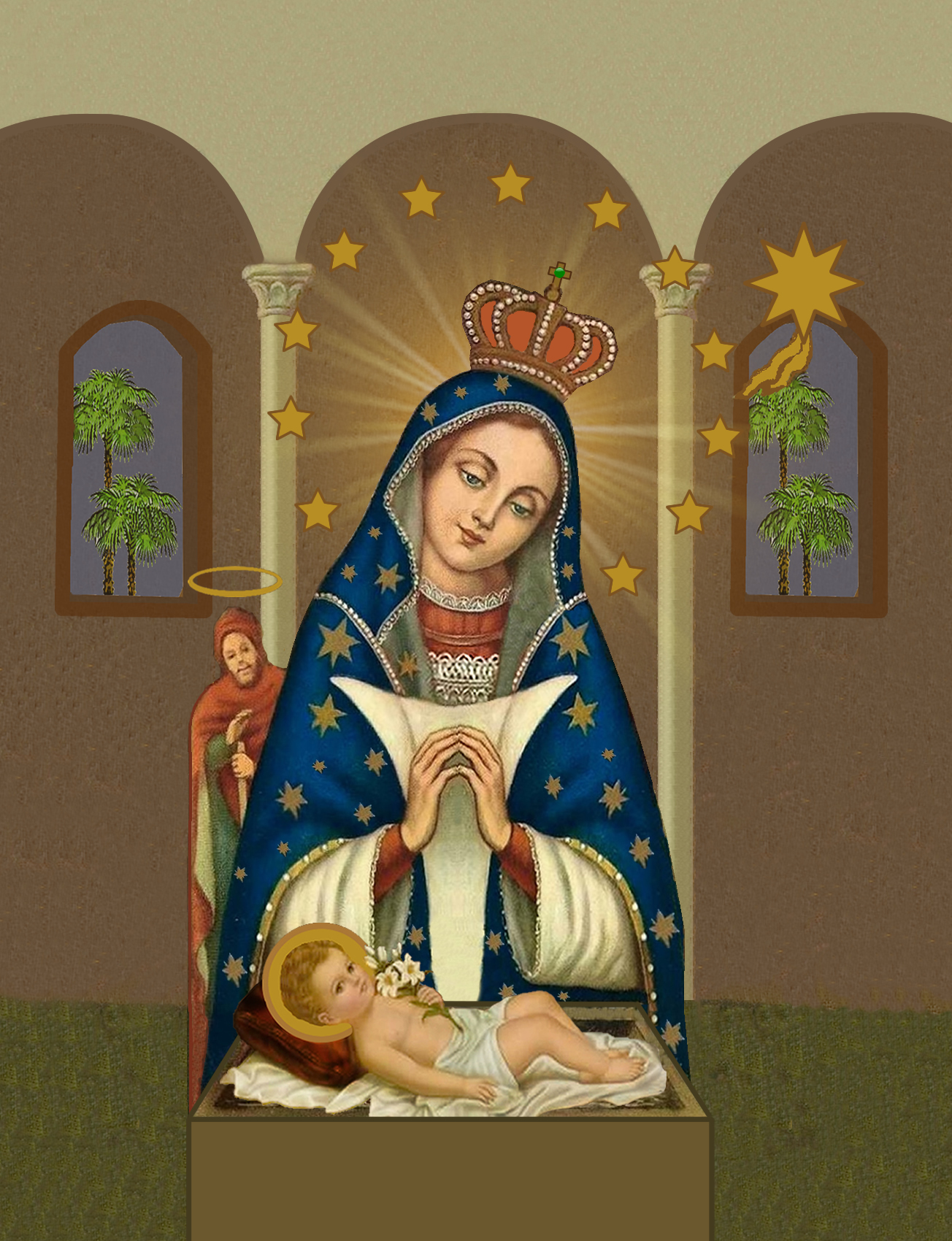
Estampa devocional de la Virgen de la Altagracia.

De acuerdo con una leyenda dominicana,  hubo un colonizador español que vivió siglos atrás en la Villa de Higüey y se dedicaba a vender ganado, por lo que viajaba constantemente a la ciudad de Santo Domingo. En uno de sus viajes, sus dos hijas le pidieron un encargo: su hija mayor le pidió que le comprara vestidos, cintas, encajes y otros accesorios femeninos; la hija menor, en cambio, solo le pidió que le llevara la imagen de la Virgen de la Altagracia, ya que ella la había visto en sueños. Para todos fue extraño, ya que nadie había escuchado hablar de tal Virgen. Cuando el padre de las niñas iba de regreso con los regalos de la hija mayor, le dio pena no haber conseguido la imagen de la Virgen de la Altagracia, a pesar de haberla buscado diligentemente. Incluso fue y preguntó a los canónigos del cabildo y al mismo arzobispo, quienes le contestaron que no existía tal advocación.
Cuando iba por la localidad Los Dos Ríos, se quedó a pasar la noche en la casa de un viejo amigo. Mientras cenaba con la familia, refirió el caso de la Virgen desconocida, manifestando el sentimiento de aparecerse en su casa sin llevar el encargo que le había hecho su hija predilecta.
Esa misma noche, un anciano viajero pidió posada en la casa. Mientras el padre de la niña estaba hablando de la Virgen, el anciano dijo que él la tenía consigo, y sacó de su bulto un rollo que contenía la pintura de una preciosa imagen de la Virgen María adorando al Niño Jesús recostado en un pesebre. La mañana siguiente, el padre buscó al anciano, pero extrañamente no volvió a aparecer. Finalmente, al llegar el hombre a su casa les dio los respectivos regalos a sus hijas.
La niña recibió a su padre en el mismo lugar donde hoy se encuentra el antiguo santuario de Higüey, y que allí, un 21 de enero, al pie de un naranjo, mostró a quienes se encontraban presentes la imagen, estableciendo ese día el culto a la venerada Virgen de la Altagracia. La niña fue sepultada a los pies del naranjo, y durante más de un mes el retablo aparecía en el árbol bajo el cual se hallaba su dueña.
Según Mons. Ramón Benito de la Rosa, es la versión de los hermanos Trejo la que parece más lógica: 

Ellos vinieron de Extremadura; allí es popular la Altagracia. Se sabe que al dejar la patria cada uno llevaba consigo la devoción lar de su región. Estos dos hermanos se establecieron en el Higüey de la Isla Española; allí llevaron la imagen de la Virgen de su devoción.
Mons. Ramón Benito de la Rosa

## Patronazgos
Argentina
- En la ciudad de Alta Gracia, Provincia de Córdoba; la Virgen de la Altagracia dio origen al nombre de la población.

 España
- Es Patrona de Garrovillas de Alconétar, Cáceres y Siruela, Badajoz.

 México
- Patrona de la comunidad de Altagracia, Jalisco.

 Panamá
- Patrona de la comunidad de Jobo Dulce, Los Santos.

 Perú
- Patrona de la ciudad de Huamachuco, ubicada en la provincia de Sánchez Carrión, en el Departamento de La Libertad.
- Patrona de la ciudad de Ayaviri, ubicada en la provincia de Melgar en el Departamento de Puno.

 República Dominicana
- Patrona de La Altagracia.
- Patrona de la parroquia Nuestra Señora de la Altagracia en Loma de Cabrera.
- Patrona del municipio de Castañuelas, Montecristi.
- Patrona del municipio de Villa Altagracia.

 Venezuela
- Patrona de la parroquia Altagracia, Caracas.
- Patrona de Altagracia de Orituco; esta ciudad venezolana celebra las festividades a la Virgen de Altagracia desde el año 1705.
- Patrona de Los Puertos de Altagracia, población que toma su nombre de esta advocación.
- Patrona de Curiepe, Estado Miranda.
- Patrona de Quíbor y del Municipio Jiménez del Estado Lara, donde sale en procesión el lienzo que data de 1605.